# Лиденшајд
Лиденшајд (њем. Lüdenscheid) град је у њемачкој савезној држави Северна Рајна-Вестфалија. Једно је од 15 општинских средишта округа Меркиш. Према процјени из 2010. у граду је живјело 76.589 становника. Посједује регионалну шифру (AGS) 5962032, NUTS (DEA58) и LOCODE (DE LUD) код.

## Географски и демографски подаци
Лиденшајд се налази у савезној држави Северна Рајна-Вестфалија у округу Меркиш. Град се налази на надморској висини од 420 метара. Површина општине износи 86,7 km². У самом граду је, према процјени из 2010. године, живјело 76.589 становника. Просјечна густина становништва износи 883 становника/km².

## Међународна сарадња
| Мјесто     | Држава               | Врста сарадње | Од    |
| ---------- | -------------------- | ------------- | ----- |
| Таганрог   | Русија               | партнерство   | 1991. |
| Мислењице  | Пољска               | партнерство   | 1989. |
| Ден Хелдер | Холандија            | партнерство   | 1980. |
| Колдердејл | Уједињено Краљевство | партнерство   | 1983. |
|            | Француска            | партнерство   | 1991. |
| Левен      | Белгија              | партнерство   | 1987. |
| Извор      |                      |               |       |